# Bernhard Oberdieck
Bernhard Oberdieck (* 24. Februar 1949 in Oerlinghausen) ist ein deutscher Illustrator.
Oberdieck studierte an der Werkkunstschule Bielefeld und der späteren Fachhochschule Bielefeld bei Karl-Heinz Meyer Illustration und freie Grafik.
Bernhard Oberdieck illustriert seit vielen Jahren vorwiegend Kinderbücher für deutsche Verlage und ausländische Kinderbuchverlage.

## Veröffentlichungen (Auswahl)
- 1975 Der Herr der Ringe / Tolkien / Klett Verlag / ISBN 3-12-906260-2
- 1985 Leselöwen: Weihnachtslieder / Hans Baumann / Loewes Verlag / ISBN 3-7855-2016-6
- 1989 Freundschaft für immer und ewig / Tilde Michels / Nagel & Kimche / ISBN 3-312-00725-9
- 1991 The Dancing Cat / Justine Rendal / Simon & Schuster, New York / ISBN 0-671-72637-4
- 1992 The Lost Princess / George MacDonald / Eerdmans Publishing / ISBN 0-8028-5070-7
- 1992 Eulengespenst und Mäusespuk / Michael Ende / Thienemann Verlag / ISBN 3-522-43121-9
- 1993 Der Teddy und die Tiere / Sigrid Heuck / Thienemann Verlag / ISBN 3-522-43138-3
- 1994 Die Zauberschule / Michael Ende / Thienemann Verlag / ISBN 3-522-16879-8
- 2009 Mein allererster Märchenschatz / Brüder Grimm / Hans Christian Andersen / arsEdition / ISBN 978-3-7607-2698-4

## Ausstellungen
- 2023: Fantastische Reise mit Jim Knopf, Bastian und Momo. Michael Ende – Bilder und Geschichten Ausstellung in der Ludwig Galerie Schloss Oberhausen.[1]